# Eponina flava
Eponina flava är en skalbaggsart som beskrevs av Lane 1939. Eponina flava ingår i släktet Eponina och familjen långhorningar. Inga underarter finns listade i Catalogue of Life.